# Jalouse (magazine)
Pour les articles homonymes, voir Jalouse.
 (février 2015).
Si vous disposez d'ouvrages ou d'articles de référence ou si vous connaissez des sites web de qualité traitant du thème abordé ici, merci de compléter l'article en donnant les références utiles à sa vérifiabilité et en les liant à la section « Notes et références ».
Jalouse est un magazine féminin français édité par les éditions Jalou depuis avril 1997. Jennifer Eymere en est la fondatrice et la directrice de la rédaction.
Le 4 février 2015 la société est placée en redressement judiciaire.